# جيم ريس
جيم ريس (بالإنجليزية: Jim Reese)‏ هو مقدم تلفزيوني أمريكي، ولد في 14 ديسمبر 1929 في مقاطعة كومانش في الولايات المتحدة، وتوفي في 15 سبتمبر 2017 في مقاطعة ميدلاند في الولايات المتحدة.